# Tomtarnas julnatt
Tomtarnas julnatt, även kallad Midnatt råder eller Tipp tapp, är en känd julsång. Texten skrevs av Alfred Smedberg (under pseudonymen "Tippu Tipp") och musiken av Vilhelm Sefve-Svensson (under pseudonymen "Vilh. Sefve"). Visan publicerades med text och musik i barntidningen Jultomten 1898 och har omtryckts otaliga gånger. 1916 publicerades den i 115 sånger för de små; enligt visforskaren Lennart Kjellgren är uppgiften att Sefve gjort melodin något osäker (1999).
Sången har åtta verser och handlar om tomtenissarna kvällen för jul. Inledningsraden lydde ursprungligen "Midnatt råder, det är tyst i husen", men numera sjungs det oftast "Midnatt råder, tyst det är i husen". Därefter följer dock fortfarande "tyst i husen".
Sången sjungs ofta av barn, för vilka den blivit en klassiker. Sången dramatiseras ibland vid förskolornas och skolornas Luciatåg med barn utklädda till små smygande tomtenissar, men kan också fungera som fingerlek. Vid ett Luciatåg är det oftast till denna sång tomtarna gör sin entré genom att smyga in. Refrängen hörs ofta högt, eftersom den är lätt att lära sig så alla kan sjunga med.

## Publikation
- Nu ska vi sjunga, 1943, under rubriken "Julsånger".
- Lek med toner, 1971
- Julens önskesångbok, 1997, under rubriken "Traditionella julsånger"
- Barnens svenska sångbok, 1999, under rubriken "Året runt".

## Inspelningar
En tidig inspelning gjordes av Nadja Hjärne Ohrberg med Stig Holms ensemble den 28 september 1945, och gavs ut på skiva i december samma år. Sången finns också inspelad med  Lill Lindfors på julalbumet En Lillsk jul från 1991.